# 줄무늬족제비
줄무늬족제비(striped polecat, Ictonyx striatus)는 족제비과에 속하는 포유류의 일종이다. 아프리카긴털족제비(African polecat) 또는 조릴, 조릴라(zoril, zorille, zorilla), 케이프긴털족제비(Cape polecat), 아프리카스컹크(African skunk) 등으로도 불린다. 족제비과에 속하지만, 실제는 스컹크과(Mephitidae)의 스컹크를 다소 닮았다. "조릴라"(zorilla)라는 이름은 "여우"(fox)를 의미하는 스페인어 "조로"(zorro)에서 유래했다. 콩고 분지와 서아프리카의 해안 지대를 제외한 중부아프리카와 남아프리카 그리고 사하라 이남 아프리카의 사바나 지역과 개활지같은 메마르고 건조한 불모(不毛) 지대 기후 지역에서 주로 서식한다.